# Sankta Maria kapell, Hälsingland
Sankta Maria kapell är en kyrkobyggnad i Iggesund i Uppsala stift. Den tillhör Enånger-Njutångers församling i Hälsingland.

## Kyrkobyggnad
Sankta Maria kapell är uppfört i rött tegel. Byggnaden är rektangulär. Sakristian bildar en förläggning av den norra sidan. Taket är sadelformat och fortsätter över sakristian. Kyrkorummet har röda tegelväggar. Taket är plant och gjutet i betong. Golvet är belagt med klinker. Det fungerar som ett begravningskapell. Kapellet är ritat av Sven Ivar Lind.
Det finns en fritt stående klockstapel uppförd i trä.

## Inventarier
- Altarvävnaden är gjord av Christina Kluge.

## Källor

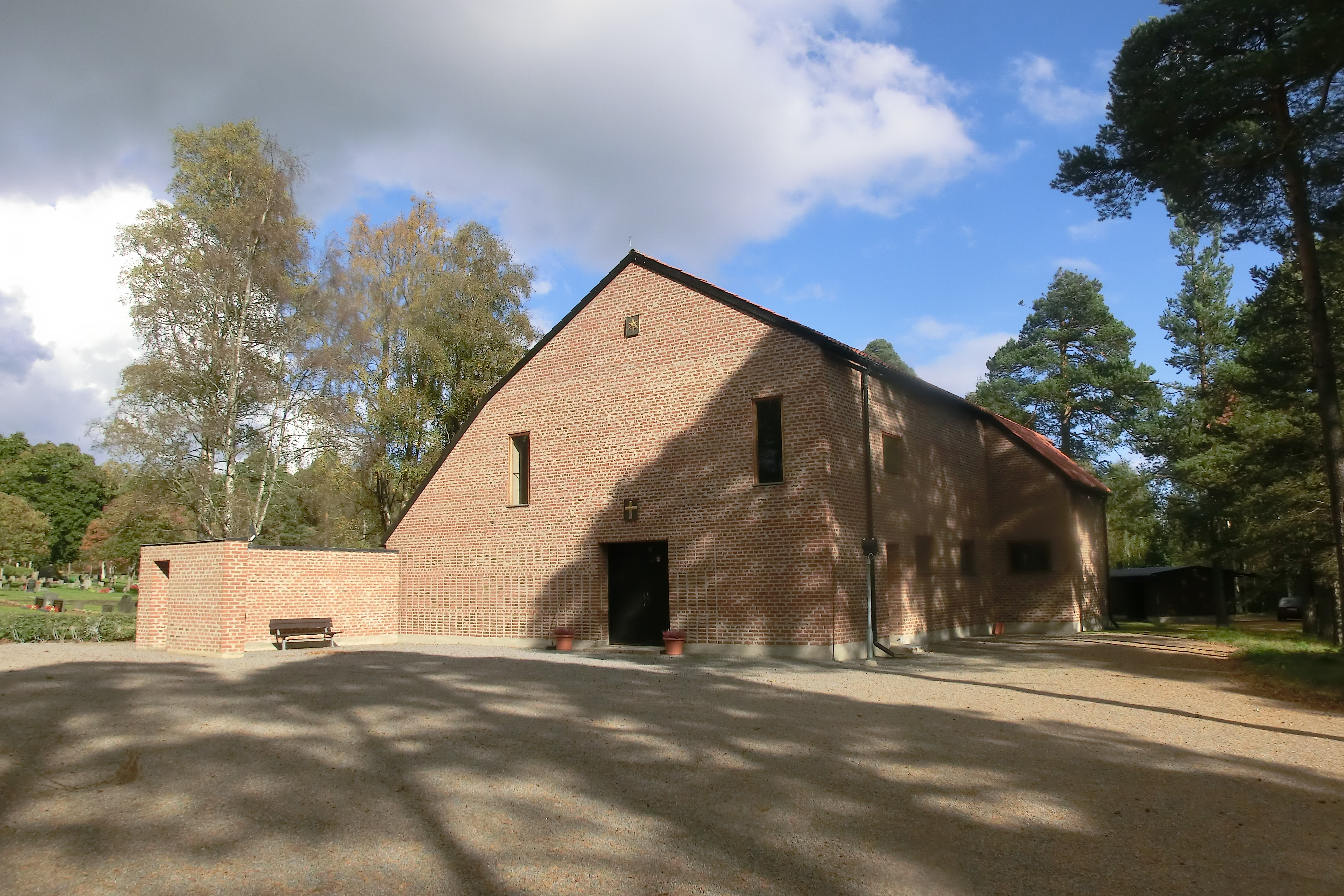

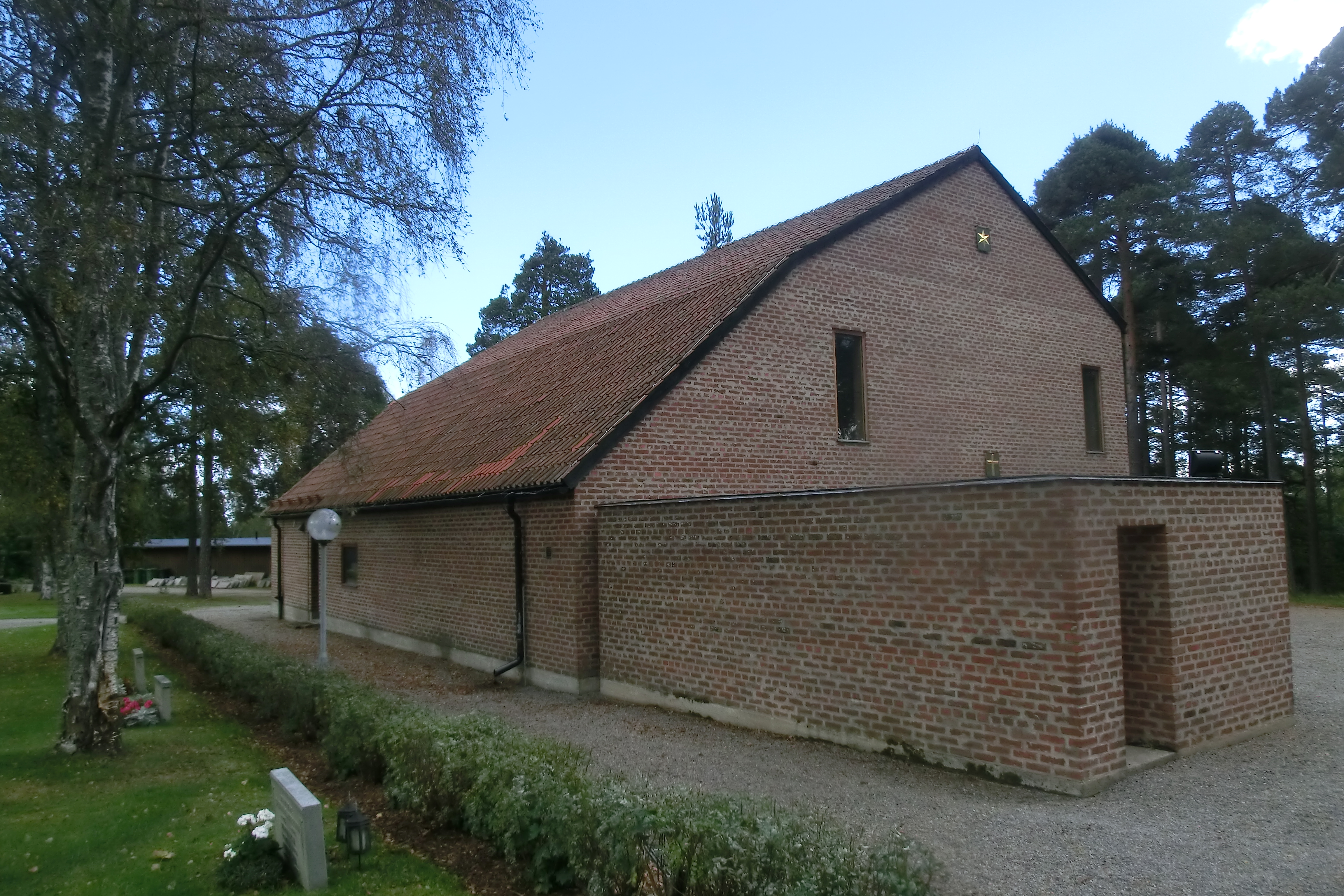